# Pietro Caprano
Pietro Caprano (Roma, 28 febbraio 1759 – Roma, 24 febbraio 1834) è stato un cardinale italiano della Chiesa cattolica, nominato da papa Leone XII.

## Biografia
Nacque a Roma il 28 febbraio 1759.
Papa Leone XII lo elevò al rango di cardinale nel concistoro del 15 dicembre 1828.
Morì il 24 febbraio 1834 all'età di 74 anni fu sepolto nella chiesa di Sant'Ignazio nella cappella di San Luigi Gonzaga.

## Genealogia episcopale
La genealogia episcopale è:
- Cardinale Scipione Rebiba
- Cardinale Giulio Antonio Santorio
- Cardinale Girolamo Bernerio, O.P.
- Arcivescovo Galeazzo Sanvitale
- Cardinale Ludovico Ludovisi
- Cardinale Luigi Caetani
- Cardinale Ulderico Carpegna
- Cardinale Paluzzo Paluzzi Altieri Degli Albertoni
- Papa Benedetto XIII
- Papa Benedetto XIV
- Papa Clemente XIII
- Cardinale Enrico Benedetto Stuart
- Cardinale Michele Di Pietro
- Cardinale Pietro Caprano